# Rabih Mroué
Rabih Mroué, ook Rabih Mroueh (Beiroet, 1967), is een Libanees acteur, regisseur, toneelschrijver en kunstenaar. Als kunstenaar heeft hij werk voortgebracht op het gebied van installatie-, performance- en videokunst.

## Levensloop
Tijdens de Libanese Burgeroorlog meldde Mrouré zich als vrijwilliger om te dienen als hospitaalsoldaat. Tijdens de invasie van Israël in 1982 werd hem een mortierwapen toebedeeld, waar hij om technische redenen nooit mee heeft geschoten.
Hij begon rond 1989 aan een studie theaterwetenschap aan de Libanese Universiteit. In deze tijd trouwde hij in Cyprus met zijn klasgenote Lina Saneh, met wie hij intensief samenwerkt. Vervolgens was hij enkele jaren in Parijs, waar hij bekend raakte met het werk van regisseurs als Buñuel, Godard, Pasolini en Tarkovsky. 
Van 1993 tot 2008 werkte hij voor het Libanese televisiestation Future Television als schrijver en regisseur voor de animatieafdeling. Hij was in deze jaren als schrijver, regisseur en acteur betrokken bij veel toneelstukken, video's, films en gemengde mediaproducties.
Terugkerend in zijn creaties is de recente geschiedenis van Libanon te zien, waarvan hij de politieke en economische context belicht. Zijn werk gaat over collectieve herinneringen en over collectief geheugenverlies. Zijn zoektocht naar de waarheid begint hij met het verzamelen van foto's, krantenartikelen, documenten en gevonden voorwerpen, om vervolgens uit deze chaos een nieuwe realiteit voort te brengen. Volgens hem ligt tussen de waarheid en de leugen slechts een haar.
In zijn videovoorstellingen geeft hij radicale kritiek, zonder het aspect van humor te verliezen; zijn theaterstukken hebben soms weg van semidocumentaires. Hij wil echter geen emotioneel theater, Mroué: Ik wil afstand, ruimte om na te denken. Ik heb liever dat het publiek de oorlog overdenkt dan dat het erom huilt.
Mroué is gastdocent op meerdere universiteiten, mederegisseur van The Drama Review, medeoprichter van het Beirut Art Centre en schrijft mee aan het culturele Libanese kwartaalblad Kalamon.
In 2011 werd hij onderscheiden met een Prins Claus Prijs. The Pixelated Revolution werd getoond tijdens dOCUMENTA (13) in Kassel, Duitsland. Onder die titel organiseerde Nederlands Uitvaart Museum Tot Zover (Amsterdam) een solotentoonstelling met werk van Mroué (2013/14).   

## Werk (selectie)
- 1990: L'Abat-Jour
- 1993: The Lift
- 1995: La Prison de Sable
- 1997: Extension 19, Festival Ayloul, Beiroet
- 1998: Come in Sir we are waiting for you outside met Tony Chakar
- 2000: Red Dead Zone met Feyrouz Serhal, Ashkal Alwan, Beiroet
- 2000: Three posters met Elias Khoury, Festival Ayloul, Beiroet
- 2001: Face A / Face B, video
- 2002: Biokhraphia met Lina Saneh, Ashkal Alwan, Beiroet
- 2003: Bir-Rooh Bid-Dam, video
- 2003: Limp Bodies, Tanzquartier Wenen, monumentproject
- 2003: Looking For A Missing Employee, Ashkal Alwan, Beiroet
- 2004: Life is short but the day is too long, Les Subsistence, Lyon
- 2004: Who’s afraid of representation, Hebbel Theater, Berlijn
- 2006: Photo-Romance, mixed media
- 2006: Leap into the void, Gallerie Sfeir-Selmer, Beiroet, installatiekunst
- 2006: Look at the light moving between the buildings, Siemens kunstprogramma, München
- 2006: Make me stop smoking, Oberhausen International Festival, Duitsland
- 2007: How Nancy Wished that Everything Was an April Fool’s Joke, theater
- 2007: Rabih Mroué - I, the Undersigned, onder andere in Utrecht
- 2009: The Inhabitants of Images, theater
- 2011: My leap into the void, Galerie Sfeir-Semler, Hamburg
- 2011: The Pixelated Revolution, video performance
- 2012: Thicker Than Water, table with flipbooks
- 2013: After Midnight, video

- Bibliothèque nationale de France: cb16113749c (data)
- Gemeinsame Normdatei: 132781476
- International Standard Name Identifier: 0000 0001 2277 6086
- Library of Congress Control Number: no2009008660
- Nationale Bibliotheek van Tsjechië: xx0250359
- Nationale Bibliotheek van Israël: 987007389476405171
- Nederlandse Thesaurus van Auteursnamen: 328307882
- PIC: 384658
- RKD-Nederlands Instituut voor Kunstgeschiedenis: 250743
- Système universitaire de documentation: 123491061
- Union List of Artist Names: 500475375
- Virtual International Authority File: 25774031
- WorldCat: E39PBJhtbh6c6qcTv3PWtJkdQq